# كريس غودفري
كريس غودفري (بالإنجليزية: Chris Godfrey)‏ هو لاعب كرة قدم أمريكية أمريكي، ولد في 17 مايو 1958 في ديترويت في الولايات المتحدة.

## وصلات خارجية
- كريس غودفري على موقع مرجع كرة القدم المحترفة.كوم (الإنجليزية)